# Klinkerreductie
Klinkerreductie is in de fonetiek een verzamelterm voor verschillende veranderingen in de uitspraak van een klinker op het gebied van onder andere sonoriteit, klemtoon, duur, volume of articulatie die ervoor zorgen dat de klinker als geheel "zwakker" klinkt, en in de meeste gevallen ook korter.
In de fonologie wordt met klinkerreductie iets anders bedoeld, namelijk een vermindering van het aantal klinkers in een klankinventaris. Een voorbeeld hiervan is te zien in de ontwikkeling van de Japanse talen, waar de 8 klinkers van het Proto-Japans zijn teruggebracht tot 5 (in het Yaeyama zelfs tot 3).
Tot op zekere hoogte hangt deze tweede definitie samen met de eerste; een klinkerreductie komt vaak neer op een vorm van fonemische neutralisatie, aangezien een afgezwakte klinker minder distinctieve kenmerken dan een gewone klinker bezit, en dus als foneem minder goed te onderscheiden is. 

## Beschrijving
De meeste klinkerreducties zijn te herleiden tot centralisering in onbeklemtoonde lettergrepen. Centralisering komt neer op een verminderde articulatie van de tong.De'schwa' de doffe e is onbekend in de Russische taal. De klinkers na de beklemtoonde lettergreep worden als volgt behandeld: de o verschuift duidelijk naar a. De andere klinkers worden wat korter en zwakker, maar verschuiven nooit naar een doffe e. Elke klinker behoudt zijn klank.

## Context
Klinkerreductie begint (net als de meeste andere taalveranderingen) in de gesproken taal, waarna het zich pas veel later - of soms helemaal niet - manifesteert in de geschreven taal. Het verschijnsel maakt vaak ook deel uit van het onderscheid tussen de standaardtaal en variëteiten. 
Klinkerreductie gebeurt het vaakst in snel uitgesproken taal, waar de articulatie niet te ingewikkeld mag zijn. Verschijnselen die hier een belangrijke rol spelen zijn segmentverkorting en eferesis. Verschillende talen hebben over het algemeen andere vormen van klinkerreductie, wat een van de problemen is bij het aanleren van een vreemde taal.  
Sommige talen - zoals het Spaans, Fins en Hindi - hebben in de loop van hun geschiedenis niet of nauwelijks klinkerreductie gehad. In het Engels onderscheidt de Amerikaanse variant zich van de Britse door klemtoon- én klinkerreductie.
De historische ontwikkeling van de Proto-Indo-Europese ablaut is in hoge mate bepaald door klinkerreductie. Ook in veel andere historische klankverschuivingen heeft het verschijnsel een rol gespeeld. 